# Otto Albrecht von Rohr
Otto Albrecht von Rohr (geb. 6. März 1666 in Ganzer; gest. 23. April 1736 ebenda) war ein preußischer Landrat.

## Herkunft und Leben

Stammwappen derer von Rohr (Brandenburg)

Otto Albrecht von Rohr war Angehöriger des märkischen Adelsgeschlechts Rohr. Er war der Sohn von Caspar Friedrich von Rohr († 1670) und dessen Ehefrau (⚭ 1665) Margarethe Judith (1644–1714), geb. von Hake. Otto Albrecht besuchte zunächst das Stadtgymnasium in Halle, bevor er ein Studium an der Universität Frankfurt (Oder) aufnahm. Von 1700 bis 1736 amtierte er als erster Landrat des Kreises Ruppin. Nachfolger wurde sein zweiter Sohn Caspar Otto Christoph von Rohr (1711–1762).

## Persönliches
Otto Albrecht von Rohr war Erbherr auf Ganzer II, Leddin, Brunn und Stöffin. Er war mit Marie Ottlie (1682–1766), Tochter des Albrecht Johann von Quast auf Garz und Rohrlack, verheiratet.